# Bóng nước tại Đại hội Thể thao Đông Nam Á 2007

Giải bóng nước tại Đại hội Thể thao Đông Nam Á 2007 diễn ra từ ngày 7 đến ngày 11 tháng 12 năm 2007 với 1 nội dung thi đấu dành cho Nam.

## Xếp hạng theo quốc gia
| Hạng | Đoàn        | Vàng | Bạc | Đồng | Tổng |
| ---- | ----------- | ---- | --- | ---- | ---- |
| 1    | Singapore   | 1    | 0   | 0    | 1    |
| 2    | Philippines | 0    | 1   | 0    | 1    |
| 3    | Indonesia   | 0    | 0   | 1    | 1    |
| Tổng | Tổng        | 1    | 1   | 1    | 3    |

## Bảng huy chương
| Nội dung      | Vàng | Bạc | Đồng |          |
| ------------- | --- | --- | --- | -------- |
| Bóng nước nam | Singapore Tay Sin Chao Nigel Lin Di Yang Ng Eugene Wai Chin Teo Zhenwei Eugene Lin Di Yan Tan Jwee Ann Paul Louis Lee Kok Wang Alvin Luo Nan Wee Kenneth Ong Wei Sheng Kelvin Yip Renkai Tan Wei Keong Terence Poh Hock Yen Alvin | Philippines Payawal Allan De La Paz Sherwin Laurel Almax Dela Torre Danny Uba Johnny Pabalan Ernesto Jorolan Michael Canete Teodoro Alamara Norton Alamara Frazier Evangelista Dale Pelenio Monsuito Gomez Tani | Indonesia Indrawan Ginting Maulana Bayu Herfianto Dwinanto Ribowo Indri Heryansyah Saragih Andreas Rully Inkiriwang Hendra Jaya Putra Toufik Rezza Auditya Putra Henry Marciano Raditya Soesanto Prajogo Hendrik Sugianto Soedorman Prajogo Kemas Achmad Mahyuddin | chi tiết |